# 올비아 (우크라이나)
올비아(Ὀλβία Ποντική; Ольвія Olviia[*])는 우크라이나의 마을 파루티네 인근에 있는 남부크강 기슭에 자리잡은 고대 그리스 도시 유적지이다. 이곳 유적지는 우크라이나의 역사 보호 구역으로 지정되어 보호를 받고 있다. 이곳의 보호는 우크라이나 국립과학원의 보존과학연구원이 맡고 있다.
이 그리스 도시는 기원전 7세기에 밀레토스에서 온 개척자들에 의해 세워졌다. 이곳 항구는 그리스로 곡물, 생선, 노예 수출 및 스키티아로 사치품 수입을 위한 흑해의 주요 엠포리아 중 하나였다.

## 배치

기원전 8세기에서 3세기까지 흑해 (에욱시네해)의 북부 해안을 따라 있는 올비아와 그 밖의 그리스 식민지들

올비아 지역은 50 헥타르 범위를 차지하고 있고 이곳의 요새 시설은 대략 높이 1 마일 그리고 너비 1.5 마일로 된 이등변 삼각형 모양을 이루고 있다. 이 지역은 또한 일부 마을들 (빅토로브카, 드네프로브스코에)이 위치한 곳이기도 하며, 이 마을이 있던 곳에 그리스인들이 정착했었을 수도 있다.
올비아 자체로 보면, 도시의 저지대 (오늘날 대부분이 부크강에 잠김)에는 조선소와 장인들의 주거지가 주로 위치했었다. 고지대에는 사각형 정사각형 벽돌로 이뤄졌고 아고라를 중심으로 형성된 주요 주거 지구가 있었다. 올비아는 감시탑이 달린 방어용 석조 성벽으로 둘러 싸여 있었다. 고지대 지역은 또한 고졸기 시대의 첫 정착지가 있던 장소였다. 올비아가 6세기 이래로 그리드 플랜 위에 지어졌다는 증거가 있으며 이런 사례는 스미르나 이후 최초의 경우 중 하나였다.
도시의 후기 시대에 들어서, 아크로폴리스를 갖추게 되었고, 기원전 6세기부터는 종교 성지였다. 5세기 초, 아폴로 델피니오스에게 봉된 신전 역시도 이 지역에 지어졌다.

## 역사

### 고졸기와 고전 시대
올비아는 상업적으로 극도로 중요하였고 1천년간 지속되었다. 이곳의 첫 흔적은 베레잔섬에서 나왔으며 그곳에서 기원 6세기 후반의 것으로 보이는 도기가 출토되었다. 이곳 지명은 그리스어로 '행복'과 '부유함'을 뜻한다. 이곳의 장소는 더 훨씬 이전의 토착민들의 정착지이었을 가능성이 있고 고대 시대에는 섬이라기보다는 반도이었을 수 있다. 베레잔섬의 도시가 기원전 5세기까지 지속되다가 본토에서 점차 커져가던 올비아 쪽에 흡수되었을 수도 있다고 현재는 여겨진다.
기원전 5세기 기간, 이 그리스 식민지에 헤로도토스가 방문했었고, 그는 고대의 이 도시와 거주민들에 대한 가장 좋은 묘사를 남겼다.
올비아는 기원전 5세기 기간 고르곤의 머리가 있는 원형 형태의 토큰과 도약하는 돌고래의 모양이 있는 흔치 않은 주화 등 특유의 주물로 만든 청동 주화를 생산해냈다. 이 생산품들은 고대 그리스 때 흔히 주화를 원형으로 찍어내어 발행한다는 점을 고려 할 때 흔치 않았다. 이 형태의 화폐는 아폴로 델피니오스 신전에서 사용된 의식용 토크에서 기원했다고 전해진다.
M. L. 웨스트는 초기 그리스 종교 그 중에서 오르페우스교가 중앙 아시아의 샤머니즘 풍습의 강한 영향을 받았다고 추측하였다. 올비아에서 발견된 꽤나 많은 양의 오르페우스교의 벽화는 이곳 식민 도시가 주요 교역 지점임을 증명하는 것처럼 보인다.

### 헬레니즘과 로마 시대

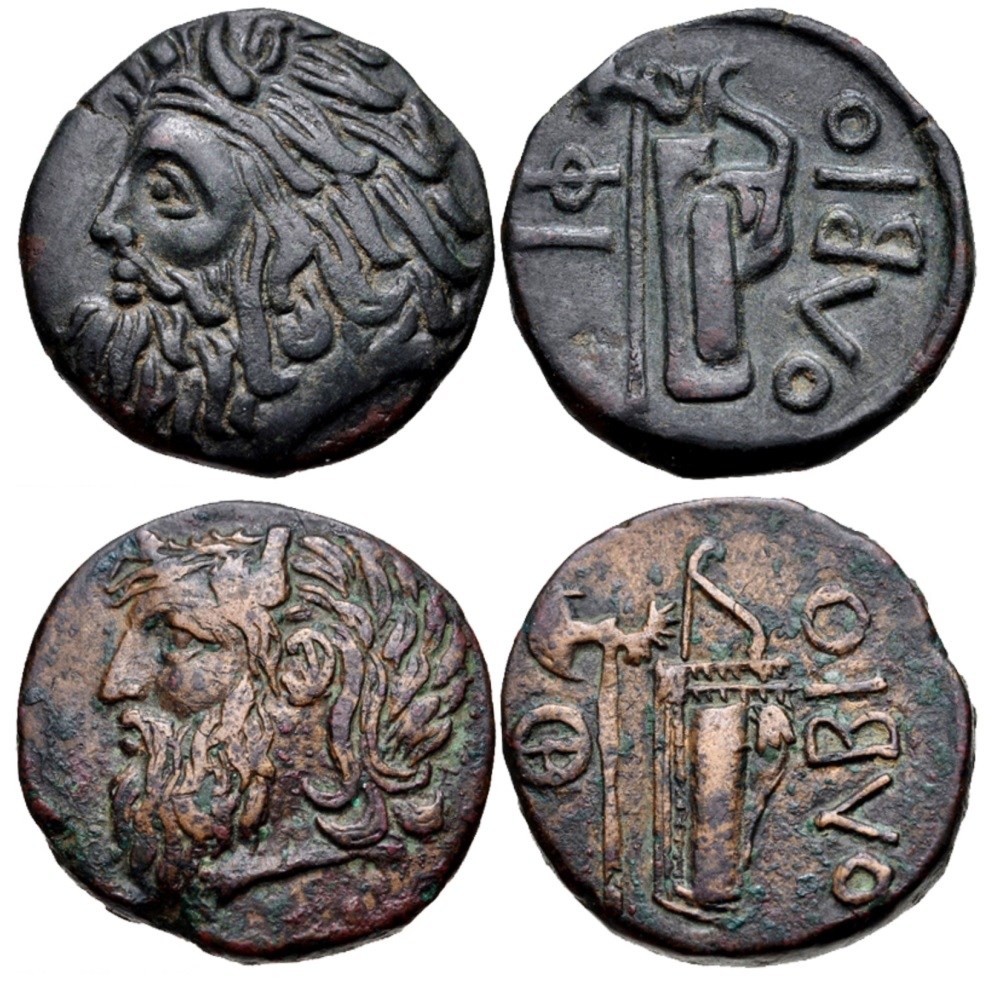
강의 신 보리스테네스의 수염 달린 얼굴을 묘사한 올비아의 주화 두 개 (기원전 3세기에서 기원전 1세기)

기원전 4세기에 올비아에 민주정이 도입된 이래로, 밀레토스와의 관계는 조약을 통해 규정되었는데, 이런 점은 기원전 4세기 알렉산드로스 대왕의 장군 조피리온에 맞선 이들의 활동들을 위한 협력을 설명해준다. 기원전 3세기 말 쯤에, 올비아는 경제적으로 쇠퇴하였고 스키티아의 왕 스킬루루스의 종주권을 받아들였다. 미트리다테스 에우파토르의 지배 하에서 번성하였으나 부레비스타가 이끄는 게타이들에 약탈을 당하고 말았고, 이 참사는 올비아의 경제적 위상에 대한 갑작스러운 종결을 가져왔다.
기존 도시 영역의 3분에 2를 잃은 올비아는 비록 규모가 작아지고 아마 대부분 야만인들로 이뤄지긴 했지만 로마인들을 통해 복구되었다. 프루사의 디온은 이곳을 방문하여 '보리스테네스 담론'이라는 저서에 묘사했다 (올비아는 강의 이름을 따 보리스테네스라고도 보통 불렸다).
로마의 모이시아 인페리오르 속주에 편입된 이곳은 고트 전쟁 중에 최소한 두 차례나 불타면서 마침내 4세기에는 버려졌다.

## 발굴

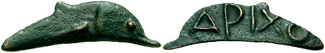
특유의 올비아의 돌고래 주화 (기원전 5-4세기경)

고고학 보호 구역으로 지정된 올비아 유적지는 오차키우 지구의 파루티노(Parutino) 근처에 위치했다. 1902년 이전, 이곳은 무신푸쉬킨스( Musin-Pushkins) 백작들이 소유하였으며 이들은 자신들의 영지에 대한 어떠한 발굴도 허가하지 않았었다. 전문적인 발굴은 1901년부터 1915년 그리고 1924년부터 1926년까지 보리스 파르마콥스키의 지시 하에 이뤄졌다. 올비아에 다시 사람이 거주한 적이 없었기에, 고고학 발견물이 풍부했다 (특히 금석문과 조각들). 오늘날에 고고학자들은 흑해에 의한 침식이 진행되고 있는 이 지역 발굴에 대한 압박에 놓여 있다. 2016년에 알프레트 트바르데츠키가 이끄는 바르샤바 국립박물관의 폴란드 고고학 발굴단 주도의 올비아 발굴이 시작됐다. 여러 중요한 발견물들은 러시아 상트페테르부르크에 있는 에르미타시 박물관에서 볼 수 있다.
올비아의 주요 발견물에는 후기 아크로폴리스 지역에 보존 상태가 좋은 고졸기 그리스 시대의 주택과 노예를 요구하는 데에 대한 불만을 토해내는 기원전 500년경의 것으로 추정되는 개인 문서 (납판에 기재) 등이 있다.

## 같이 보기
- 고대 그리스 도시 목록

## 참조
1. ↑  올비아 시민들에게 식량을 분배하기 위한 식량 위원회가 설립되기도 했다.

## 추가 서적 자료
- Braund, David; Kryzhitskiy, S. D., 편집. (2007). 《Classical Olbia and the Scythian World: From the Sixth Century BC to the Second Century AD》. Proceedings of the British Academy 142. Oxford: Oxford University Press. doi:10.5871/bacad/9780197264041.001.0001. ISBN 978-0-19-726404-1.
- Karjaka, Alexander V. (2008). 〈The Defense Wall in the Northern Part of the Lower City of Olbia Pontike〉.   Bilde, Pia Guldager; Petersen, Jane Hjarl. 《Meetings of Cultures in the Black Sea Region: Between Conflict and Coexistence》. Black Sea Studies 8. Aarhus: Aarhus University Press. 163–180쪽. ISBN 978-87-7934-419-8.
- Karjaka, Alexander V. (2008). 〈The Demarcation System of the Agricultural Environment of Olbia Pontike〉.   Bilde, Pia Guldager; Petersen, Jane Hjarl. 《Meetings of Cultures in the Black Sea Region: Between Conflict and Coexistence》. Black Sea Studies 8. Aarhus: Aarhus University Press. 181–192쪽. ISBN 978-87-7934-419-8.
- Kozlovskaya, Valeriya (2008). “The Harbour of Olbia”. 《Ancient Civilizations from Scythia to Siberia》 14 (1–2): 25–65. doi:10.1163/092907708X339562.
- Krapivina, Valentina; Diatroptov, Pavel (2005). “An Inscription of Mithradates VI Eupator's Governor from Olbia”. 《Ancient Civilizations from Scythia to Siberia》 11 (3–4): 167–180. doi:10.1163/157005705775009435.
- Krapivina, Valentyna V. (2010). “Ceramics from Sinope in Olbia Pontica”. 《Ancient Civilizations from Scythia to Siberia》 16 (1–2): 467–477. doi:10.1163/157005711X560453.
- Osborne, Robin (2008). 〈Reciprocal Strategies: Imperialism, Barbarism and Trade in Archaic and Classical Olbia〉.   Bilde, Pia Guldager; Petersen, Jane Hjarl. 《Meetings of Cultures in the Black Sea Region: Between Conflict and Coexistence》. Black Sea Studies 8. Aarhus: Aarhus University Press. 333–346쪽. ISBN 978-87-7934-419-8.